# 外顯記憶
陈述性记忆（英語：Explicit memory），是一種有意識的，對先前經驗的回憶。跟內隱記憶不同。有時也會被稱為是一種陳述性記憶。跟它相對的，稱為內隱記憶，是一種無意識的、與程序動作有關的記憶。

## 範例
舉例來說，記住如何駕駛的課程，是一種外顯記憶；但是在接受完這系統課程後進行練習，最終使駕駛技巧精進，則是一種內隱記憶。